# Bradford City Association Football Club 2019-2020
Questa voce raccoglie le informazioni riguardanti il Bradford City Association Football Club nelle competizioni ufficiali della stagione 2019-2020.

## Maglie e sponsor
| Casa | Trasferta | Terza divisa |

Sponsor ufficiale: JCT600
Fornitore tecnico: Avec Sport

## Rosa
Rosa aggiornata al 23 dicembre 2019
| N. |                             | Ruolo | Calciatore           |
| -- | --------------------------- | ----- | -------------------- |
| 1  | Inghilterra (bandiera)      | P     | Richard O'Donnell    |
| 2  | Inghilterra (bandiera)      | D     | Kelvin Mellor        |
| 3  | Scozia (bandiera)           | D     | Jackson Longridge    |
| 4  | Irlanda (bandiera)          | D     | Paudie O'Connor      |
| 5  | Inghilterra (bandiera)      | C     | Ben Richards-Everton |
| 6  | Irlanda (bandiera)          | D     | Anthony O'Connor     |
| 7  | Inghilterra (bandiera)      | C     | Harry Pritchard      |
| 8  | Inghilterra (bandiera)      | C     | Jake Reeves          |
| 10 | Inghilterra (bandiera)      | A     | Clayton Donaldson    |
| 11 | Inghilterra (bandiera)      | C     | Zeli Ismail          |
| 12 | Inghilterra (bandiera)      | A     | James Vaughan        |
| 14 | Irlanda del Nord (bandiera) | A     | Shay McCartan        |
| 15 | Inghilterra (bandiera)      | D     | Tyler French         |
| 16 | Inghilterra (bandiera)      | C     | Matt Palmer          |
| 17 | Inghilterra (bandiera)      | C     | Jordan Gibson        |

| N. |                        | Ruolo | Calciatore             |
| -- | ---------------------- | ----- | ---------------------- |
| 18 | Inghilterra (bandiera) | C     | Jermaine Anderson      |
| 19 | Irlanda (bandiera)     | C     | Dylan Connolly         |
| 20 | Inghilterra (bandiera) | A     | Omari Patrick          |
| 21 | Nigeria (bandiera)     | C     | Hope Akpan             |
| 22 | Galles (bandiera)      | D     | Adam Henley            |
| 23 | Inghilterra (bandiera) | D     | Connor Wood            |
| 24 | Inghilterra (bandiera) | C     | Danny Devine           |
| 25 | Inghilterra (bandiera) | A     | Aramide Oteh           |
| 26 | Inghilterra (bandiera) | C     | Callum Cooke           |
| 27 | Irlanda (bandiera)     | C     | Jamie Devitt           |
| 28 | Inghilterra (bandiera) | D     | Joe Riley              |
| 29 | Inghilterra (bandiera) | C     | Chris Taylor           |
| 30 | Inghilterra (bandiera) | P     | George Sykes-Kenworthy |
|    | Inghilterra (bandiera) | C     | Eliot Goldthorp        |